# Collegio uninominale Toscana - 02 (Senato della Repubblica 2020)
Il collegio elettorale uninominale Toscana - 02 è un collegio elettorale uninominale della Repubblica Italiana per l'elezione del Senato della Repubblica.

## Territorio
Come previsto dalla legge n. 51 del 27 maggio 2019, il collegio è stato definito tramite decreto legislativo all'interno della circoscrizione Toscana.
È formato dal territorio dell'intera provincia di Livorno (19 comuni), dell'intera provincia di Pisa (37 comuni) e da 3 comuni della provincia di Lucca: Camaiore, Massarosa e Viareggio.
Il collegio è parte del collegio plurinominale Toscana - 01.

## Eletti
| Elezione | Elezione | Senatore         | Partito |
| -------- | -------- | ---------------- | ------- |
|          | 2022     | Manfredi Potenti | Lega    |

## Dati elettorali

### XIX legislatura
Come previsto dalla legge elettorale, 74 senatori sono eletti con sistema a maggioranza relativa in altrettanti collegi uninominali a turno unico.
| Candidati                                 | Candidati                  | Voti    | %     | Liste                          | Voti    | %     |
| ----------------------------------------- | -------------------------- | ------- | ----- | ------------------------------ | ------- | ----- |
|                                           | Manfredi Potenti ✔️ Eletto | 172 824 | 38,97 | Fratelli d'Italia              | 115 814 | 26,12 |
| Lega per Salvini Premier                  | Manfredi Potenti ✔️ Eletto | 172 824 | 38,97 | 30 249                         | 6,82    |       |
| Forza Italia                              | Manfredi Potenti ✔️ Eletto | 172 824 | 38,97 | 25 202                         | 5,68    |       |
| Noi moderati/Lupi - Toti - Brugnaro - UDC | Manfredi Potenti ✔️ Eletto | 172 824 | 38,97 | 1 559                          | 0,35    |       |
|                                           | Andrea Marcucci            | 145 860 | 32,89 | Partito Democratico-IDP        | 110 932 | 25,01 |
| Alleanza Verdi e Sinistra                 | Andrea Marcucci            | 145 860 | 32,89 | 20 697                         | 4,67    |       |
| +Europa                                   | Andrea Marcucci            | 145 860 | 32,89 | 12 316                         | 2,78    |       |
| Impegno Civico - Centro Democratico       | Andrea Marcucci            | 145 860 | 32,89 | 1 915                          | 0,43    |       |
|                                           | Valeria Marrocco           | 58 309  | 13,15 | Movimento 5 Stelle             | 58 309  | 13,15 |
|                                           | Massimo Vitrani            | 30 826  | 6,95  | Azione - Italia Viva - Calenda | 30 826  | 6,95  |
|                                           | Giovanni Bruno             | 11 834  | 2,67  | Unione Popolare                | 11 834  | 2,67  |
|                                           | Cinzia Del Bigallo         | 7 965   | 1,80  | Italexit                       | 7 965   | 1,80  |
|                                           | Patrizio Andreoli          | 6 381   | 1,44  | Partito Comunista Italiano     | 6 381   | 1,44  |
|                                           | Giovanni Bacciardi         | 6 304   | 1,42  | Italia Sovrana e Popolare      | 6 304   | 1,42  |
|                                           | Sabrina Giovannoni         | 3 159   | 0,71  | Vita                           | 3 159   | 0,71  |
| Totale                                    | Totale                     | 443 462 | 100   |                                | 443 462 | 100   |
|                                           |                            |         |       |                                |         |       |
| Voti non validi                           | Voti non validi            | 18 808  | 4,07  |                                |         |       |
| Votanti                                   | Votanti                    | 462 270 | 68,34 |                                |         |       |
| Elettori                                  | Elettori                   | 676 423 |       |                                |         |       |